# Symphony or damn (Terence Trent D'Arby)
Symphony Or Damn (Exploring the Tension Inside the Sweetness) is Terence Trent D'Arby's derde album, verschenen in 1993 bij Columbia Records.

## Nummers
1. Welcome To My Monasteryo - 0:31
2. She Kissed Me - 3:39
3. Do You Love Me Like You Say? - 5:30
4. Baby Let Me Share My Love - 3:56
5. Delicate - 4:16
6. Neon Messiah - 3:55
7. Penelope Please - 3:07
8. Wet Your Lips - 4:15
9. Turn The Page - 6:07
10. Castillian Blue - 5:15
11. "T.I.T.S." / "F&J" - 3:29
12. Are You Happy - 3:54
13. Succumb To Me - 5:14
14. I Still Love You - 2:15
15. Seasons - 5:37
16. Let Her Down Easy - 4:06